# Петренково (Харьковская область)
Петренково (укр. Петренкове), село, 
Шаровский сельский совет,
Валковский район,
Харьковская область.
Код КОАТУУ — 6321288506. Население по переписи 2001 г. составляет 17 (8/9 м/ж) человек.

## Географическое положение
Село Петренково находится на правом берегу реки Карамушина, примыкает к селу Шевченково, на расстоянии в 2 км расположены сёла Хворостово, Роговка и Коверовка, рядом находится лесной массив (дуб), в 2-х км проходит железная дорога, станция Хворостово.

## История
- 1695 - дата основания.